# Ponte di Queensboro
Il Ponte di Queensboro (in lingua inglese Queensboro Bridge), conosciuto anche come 59th Street Bridge poiché la parte ubicata a Manhattan si trova tra la 59° e la 60° strada, ufficialmente si chiama Ed Koch Queensboro Bridge ed è un ponte  sul fiume East River a New York City che fu costruito nel 1909.
Collega Long Island City nel quartiere di Queens con Manhattan, passando oltre Roosevelt Island.
Da marzo 2011, il ponte è stato ufficialmente rinominato in onore dell'ex sindaco di New York Ed Koch.
Nessun pedaggio viene addebitato per i veicoli a motore per utilizzare il ponte. 
Il Queensboro Bridge è il primo punto di ingresso a Manhattan nel corso della Maratona di New York e l'ultimo punto di uscita da Manhattan nel Five Boro Bike Tour.